# 続木友子
続木 友子（つづき ともこ、10月27日 - ）は、日本の元女性声優。東京都出身。アイムエンタープライズに所属していた。

## 略歴
日本ナレーション演技研究所出身。2014年よりアイムエンタープライズ所属。2019年2月28日をもって廃業した。

## 出演

### テレビアニメ
2014年
- ソードアート・オンラインII（男の子）
- 四月は君の嘘（男の子、観客、女子生徒）
- グリザイアの果実（女子2）

2015年
- 電波教師（桃園一也）
- DIABOLIK LOVERS MORE,BLOOD（ユーマ〈少年期〉、エドガー）

2016年
- 坂本ですが?（弟）
- 斉木楠雄のΨ難（2016年 - 2018年、園児C、小学生(3)）- 2シリーズ
- ももくり（クラス女子1）
- ラブライブ!サンシャイン!!（2016年 - 2017年、女子生徒、店員）- 2シリーズ
- ドリフターズ（マルク）
- タイムボカン24（鬼娘たち、少年コロンブス）
- 競女!!!!!!!!（根本くるる）
- マジきゅんっ!ルネッサンス（少年時代の凛太郎）
- 魔法少女育成計画（男子C）
- うたの☆プリンスさまっ♪ マジLOVEレジェンドスター（真斗〈幼少期〉）
- WWW.WORKING!!（男子生徒A）

2017年
- 風夏（女子生徒）
- 幼女戦記（少年）
- サクラクエスト（バイトの女の子）
- アリスと蔵六（美浦大樹）

2018年
- 博多豚骨ラーメンズ（子供）
- アイドリッシュセブン（ストロベリーズ）
- ピアノの森
- ラストピリオド -終わりなき螺旋の物語-（赤モンク）
- ヒナまつり
- ゴールデンカムイ（子供たち）
- 鹿楓堂よついろ日和（犬飼姉妹の母親）
- となりの吸血鬼さん（友だちB、女性）
- とある魔術の禁書目録III（鉄網）
- アイドルマスター SideM 理由あってMini!（子供）

2019年
- ガーリー・エアフォース（アナウンサー）
- かぐや様は告らせたい〜天才たちの恋愛頭脳戦〜（フランス人女子生徒）

### 劇場アニメ
- モンスターストライク THE MOVIE ソラノカナタ（2018年、助手）
- 劇場版 ダンジョンに出会いを求めるのは間違っているだろうか -オリオンの矢-（2019年、子供）

### OVA
- ドリフターズ（2016年、マルク） - 単行本第5巻付属DVD

### その他
- オーディオドラマ「中田ステーションセブン」（2018年[4]、小久保一也（少年時代）、緒方美咲[5]）
- 明治維新150年記念歴史アニメーション「徳川斉昭と弘道館物語～学びが人を創り人が道をつくる～」（2018年、少年1[6]）

## ディスコグラフィ

### キャラクターソング
| 発売日        | 商品名                  | 歌                       | 楽曲                         | 備考                                                              |
| ------------- | ----------------------- | ------------------------ | ---------------------------- | ----------------------------------------------------------------- |
| 2018年1月31日 | Journey to the Sunshine | Aqoursと浦の星の仲間たち | 「勇気はどこに？君の胸に！」 | テレビアニメ『ラブライブ！サンシャイン!!』第2期エンディングテーマ |

### ユニットメンバー
1. ↑  高海千歌（伊波杏樹）、桜内梨子（逢田梨香子）、松浦果南（諏訪ななか）、黒澤ダイヤ（小宮有紗）、渡辺曜（斉藤朱夏）、津島善子（小林愛香）、国木田花丸（高槻かなこ）、小原鞠莉（鈴木愛奈）、黒澤ルビィ（降幡愛）
2. ↑  高海志満（阿澄佳奈）、高海美渡（伊藤かな恵）、よしみ（松田利冴）、いつき（金元寿子）、むつ（芹澤優）、しいたけ（麦穂あんな）、解答者A（山北早紀）、解答者B（千本木彩花）、その他女子生徒（三宅晴佳、嶺内ともみ、小松奈生子、岡咲美保、続木友子、小野寺瑠奈、原口祥子、米山明日美、二ノ宮愛子、樋口桃、木本久留美、成岡正江、小田果林、内田愛美、森永たえこ）